# Poklonstvo pastira
Poklonstvo pastira je u kršćanskoj ikonografiji scena u kojoj pastiri svjedoče rođenju Isusa, obično u štalici u Betlehemu. Zasniva se na događaju opisanom u Evanđelju po Luki, koji se ne spominje u drugim novozavjetnim evanđeljima. Ono govori o anđelu koji se prikazao skupini pastira upućujući ih kako se Krist rodio u Betlehemu. Luka bilježi da se tada pastirima ukazala grupa anđela uzvikujući Aleluja, mir na zemlji ljudima dobre volje. Pastiri su ovim događajem bili potaknuti da posjete Isusa, prije nego što se vrate svome stadu.
Anđeoski pjev postao je početni dio spjeva Gloria in Excelsis Deo, češće znan kao jednostavno Gloria; doksologija koja se javlja u tradicionalnoj kršćanskoj misi. Naposljetku bilo mnogo uglazbljenja u kojima je refren Gloria glavni i središnji dio većine njih. U skorije vrijeme je postala poznatom božićnom pjesmom; hrvatska inačica je "Mir na zemlji". 
Mnogi umjetnici posegnuli su za ovom temom, a slavni primjeri uključuju djela:
- Correggio: Poklonstvo pastira, Gemäldegalerie Alte Meister, Dresden.
- Caravaggio: Poklonstvo pastira, Museo Regionale, Messina.
- Domenico Ghirlandaio, kapela Sassetti, Santa Trinita, Firenca.
- Giorgione, Nacionalna galerija, Washington.
- Giotto u kapeli degli Scrovegni, Padova.
- Hugo van der Goes: Triptih Portinari, Uffizi, Firenca.
- El Greco, Poklonstvo pastira, Prado, Madrid
- Georges de la Tour, Poklonstvo pastira, Louvre, Pariz.
- Andrea Mantegna, Poklonstvo pastira, Metropolitan, New York.
- Bartolomé Esteban Murillo, Poklonstvo pastira, Ermitaž, Sankt-Peterburg.
- Nicolas Poussin, Poklonstvo pastira, Nacionalna galerija, London.
- Rembrandt, Poklonstvo pastira, Nacionalna galerija, London.
- Martin Schongauer, Poklonstvo pastira, Neues Museum, Berlin.
- Edward Burne-Jones, vitraj Poklonstvo pastira u crkvi svetog Trojstva u Bostonu.

### Poveznice
| Portal:Kršćanstvo | Portal: Kršćanstvo |

| portal: likovna umjetnost | portal: likovna umjetnost |

- Poklonstvo mudraca
- Rođenje Kristovo
- Gloria in Excelsis Deo